# Fiskeskärsmelodin
Fiskeskärsmelodin är en folklig melodityp som bland annat använts till barnvisor, bland annat Ro, ro till fiskeskär, som givit melodin dess namn. Bland kända visor till denna melodi finns Bellmans Vaggvisa för min son Carl, Taubes bearbetning av Byssan lull och Hedborns Ute blåser sommarvind.